# Фраппе (коктейль)
Коктейль фраппе́ (frappé, от фр. frapper — бить, ударять, стучать) — популярный способ подачи крепких алкогольных напитков, представляющий собой холодный густой молочный коктейль, смешанный из кофе, мороженого, молока и фруктово-ягодного сиропа с добавлением измельчённого льда и какого-либо сахаросодержащего крепкого алкогольного напитка — ликёра, сладкой настойки или наливки.
С коктейлем-фраппе схож другой способ подачи — мист (от англ. mist — изморозь), изготавливающийся из горьких настоек и таких напитков, как коньяк, бренди, выдержанный виски (скотч) и водка.

## Приготовление
Для приготовления смеси используется шейкер. Напиток подаётся в стакане «олд фэшн» (англ. old-fashioned — старомодный), до верха наполненном измельчённым льдом. Сверху на лёд выливают порцию напитка, обычно не превышающую 50 мл, полученную смесь тщательно перемешивают. В напитки «мист» часто выжимают и опускают небольшой кусочек цедры лимона или кладут вишенку.

## Варианты коктейля
Также возможно изготовление «фраппе» без алкоголя, с добавлением свежих фруктов (апельсинов, бананов и т. д.), при этом для измельчения льда и приготовления смеси из фруктов и мороженого используется электрический блендер.
Название коктейля-фраппе, соединившись со словом «капучино», образовало название холодного кофейного напитка «фраппучи́но» (frappuccino), продававшегося в сети кофеен The Coffee Connection (Массачусетс, США).